# Trettioåriga kriget
Trettioåriga kriget (1618–1648) var en serie militära konflikter som utspelades i Centraleuropa, huvudsakligen i det som idag är Tyskland. Det avslutades med ett fredsfördrag som undertecknades i de westfaliska städerna Osnabrück och Münster den 14 (24) oktober 1648, från vilket det har fått namnet westfaliska freden.

## Bakgrund

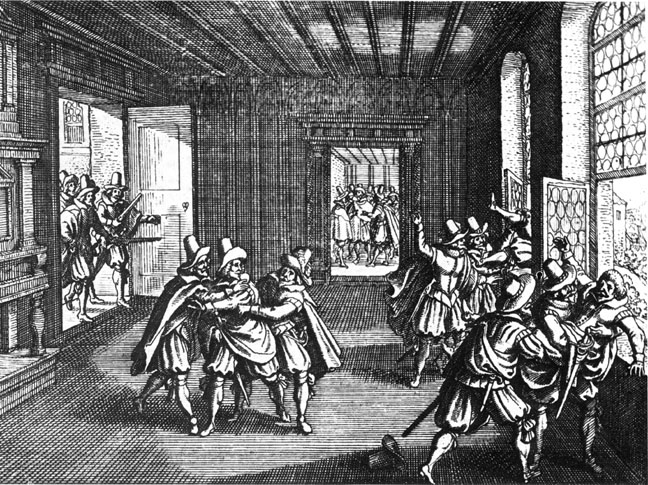
Defenestrationen i Prag den 23 maj 1618, då två av de kejserliga ståthållarna i Böhmen kastades ut genom fönstren på kungaborgen Hradcany, kom att utgöra startskottet för trettioåriga kriget

Krigets ursprung kan härledas till den religiösa och politiska omvälvning i Europa som reformationen hade medfört. Den Habsburgskt-katolska reaktionens framgångsrika motvärn, som snart förbyttes i anfall mot reformationen, hade redan tidigare på flera håll lett till utbrott av blodiga religionskrig. Denna skärpning av konflikten mellan protestanter och katoliker fick i Tyskland ett särskilt svåröverskådligt förlopp genom den mångfald av motstridiga intressen som fanns i det splittrade landet.
Det Habsburgska husets försök att bygga upp en starkare kejsarmakt och ständernas motstånd mot detta, de katolska och protestantiska furstehusens strävan att trygga besittningen av de inbringande kyrkliga ämbetena åt sina medlemmar, de protestantiska staternas iver att genom övertagande av direkta och indirekta kyrkliga besittningar stärka sin makt och sina intresseområden, gamla territoriella tvister och nyväckta förhoppningar – allt sammanflätades på ett oskiljaktigt sätt med tidens dominerande religiösa konflikt, antingen de tjänade denna eller bara utnyttjade den för sina egna syften. Upplösningen av alla bestående maktförhållanden lockade eller tvingade slutligen grannstaterna till ingripanden som vidgade kriget till en europeisk konflikt av en dittills inte sedd omfattning.

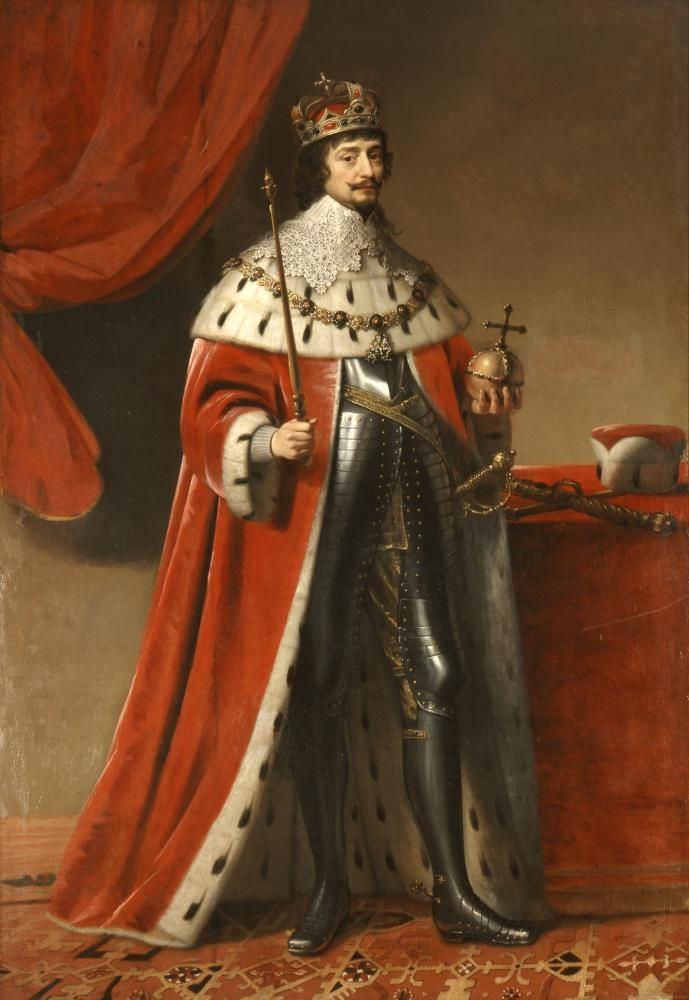
Fredrik V av Pfalz, "vinterkungen" (1596–1632), kurfurste av Pfalz 1648-1760
, kung av Böhmen 1619–1620.

Redan då de protestantiska ständerna 1608 bildade evangeliska unionen under ledning av kurfursten Fredrik IV av Pfalz och de katolska ständerna 1609 besvarade denna sammanslutning genom den av hertig Maximilian I av Bayern ledda katolska ligan syntes kriget oundvikligt. Det väpnade utbrottet kunde dock i detta läge undvikas genom att kejsar Rudolf II 1609 gjorde eftergifter åt de många protestanterna i hans arvländer, särskilt i Böhmen, samt genom mordet på Henrik IV 1610, vilken stod i begrepp att som protestanternas bundsförvant återuppta sitt lands traditionella strid mot det habsburgska huset. Det blev den fortsatta söndringen mellan de böhmiska ständerna och deras katolske landsherre som åtta år senare utlöste den från alla sidor förberedda katastrofen. Defenestrationen i Prag den 23 maj 1618, då två av de kejserliga ståthållarna, Vilém Slavata och Jaroslav Borsita von Martinic, kastades ut genom fönstren på kungaborgen Hradcany av de förbittrade ständerna, markerade den fullständiga brytningen. Denna brytning blev än mer oförsonlig då den gamle kejsar Mattias följande år avled och efterträddes av den ärkekatolske Ferdinand II. Samtidigt med att denne valdes till kejsare i augusti 1619 utsåg böhmarna den protestantiska unionens dåvarande ledare, kurfursten Fredrik V av Pfalz ("vinterkungen") till kung av Böhmen, varmed de skiljde sig från det habsburgska väldet. Liksom det protestantiska Tyskland på detta sätt ingrep i striden i arvländerna, drogs även den katolska ligan in i denna strid, då Maximilian I av Bayern i oktober 1619 förband sig att i spetsen för dess armé komma den hårt ansatte kejsaren till hjälp.

## Det böhmisk-pfalziska skedet, 1618–1622

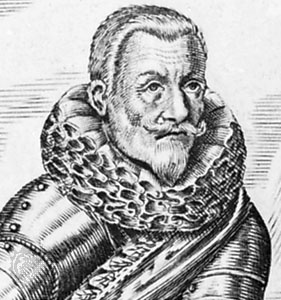
Johann Tserclaes Tilly (1559–1632), kejserlig fältherre under trettioåriga kriget.

Trettioåriga krigets första skede kallas det böhmisk-pfalziska skedet och varade  1618–1622. Detta skede avgjordes genom Maximilian I av Bayerns ingripande. Böhmarna, som två gånger, i juni och november 1619, hade hotat Wien, sista gången i förbund med Gábor Bethlen av Siebenbürgen, blev i grund besegrade i slaget vid Vita berget den 29 oktober (8 november) 1620. Fredrik jagades bort och förklarades fredlös, den evangeliska unionen upplöstes den 24 maj 1621, protestantismen i Böhmen utrotades, landet förenades oupplösligt med de habsburgska arvländerna, och Gábor Bethlen ingick 1622 fred, visserligen fördelaktigt.
Greve Ernst von Mansfeld, som förde befäl över kung Fredriks trupper, drog sig med spillrorna av den slagna armén tillbaka först till Ober-Pfalz och därifrån i oktober 1621 till Rhen-Pfalz. Tillsammans med två andra protestantiska befälhavare, markgreve Georg Fredrik av Baden-Durlach och hertig Christian av Braunschweig-Wolfenbüttel, utkämpade han följande år en växlingsrik strid om detta land mot Maximilians och den katolska ligans general Johann Tserclaes Tilly. Tillsammans med Georg Fredrik av Baden-Durlach lyckades Ernst von Mansfeld besegra Tilly i slaget vid Wiesloch den 17 (27) april 1622, men Tilly besegrade sedan Georg Fredrik av Baden-Durlach i slaget vid Wimpfen den 26 april (6 maj) 1622 och Kristian av Braunschweig i slaget vid Höchst den 10 (20) juni 1622. Resultatet av striderna blev att Georg Fredrik av Baden-Dutlach drog sig ur kriget, medan Ernst von Mansfeld och Kristian av Braunschweig gick i tjänst hos Nederländerna och lämnande ligans här som herre på fältet. Kurfurst Fredrik berövades de pfalziska länderna och kurfurstevärdigheten, vilka som belöning gavs åt Maximilian.

## Det nedersachsisk-danska skedet, 1623–1629
Trettioåriga krigets andra skede, kallat det nedersachsisk-danska skedet, varade 1623–1629 och betecknade krigsskådeplatsens utvidgning till norra Tyskland. Efter att ha avslutat sin nederländska tjänst hade von Mansfeld mot slutet av 1622 slagit läger med sin armé i Ostfriesland, medan hans vapenbroder Kristian av Braunschweig, som i januari 1623 anslöt sig till honom, snart på egen hand bröt in i den nedersachsiska kretsen – bara för att bli ett lätt byte för den söderifrån framryckande Tilly, vilken hann upp och i grund slog hans vikande skaror i slaget vid Stadtlohn den 27 juli 1623. Tilly vände sig därpå mot von Mansfeld, som han inneslöt i Ostfriesland och genom uthungring tvingade att i januari 1624 acceptera ett av Nederländerna förmedlat fördrag där han gick med på att upplösa sin armé. Gábor Bethlen av Siebenbürgen, som för sent dragit i fält för att samverka med von Mansfeld och Braunschweig, slöt skyndsamt fred.
Den Habsburgskt-katolska sakens fullständiga seger även i Nordtyskland väckte grannarnas oro och gjorde den tyska krisen till en i verklig mening europeisk fråga. Av de västeuropeiska staterna hade dittills England av dynastiska skäl – Jakob I var den förjagade Fredrik V av Pfalzs svärfar – tagit störst intryck av protestanternas olycka, men hållits tillbaka genom kungens spanskvänliga politik. Efter prins Karls misslyckade friarfärd till Madrid 1623 skärptes emellertid förhållandena mellan England och katolikerna över huvud taget. Samtidigt fick 1624 Frankrike åter en energisk ledare i kardinal Richelieu, som med kraft tog upp landets antihabsburgska politik, nu framför allt betingat av spanjorernas framgångsrika försök att vinna kontroll över Alppassen, den så kallade Valtellinafrågan. Då de båda makterna, till vilka de i kamp mot Spanien stående Nederländerna anslöt sig i juni 1624, inte var beredda att direkt ingripa i Tyskland, inleddes i stället en omfattande diplomatisk aktion, med avsikt att egga de tyska protestanterna till fortsatt motstånd och att vinna bundsförvanter åt dem. Denna aktion komma att drivas med ett särskilt eftertryck tack vare Brandenburgs oförbehållsamma anslutning.

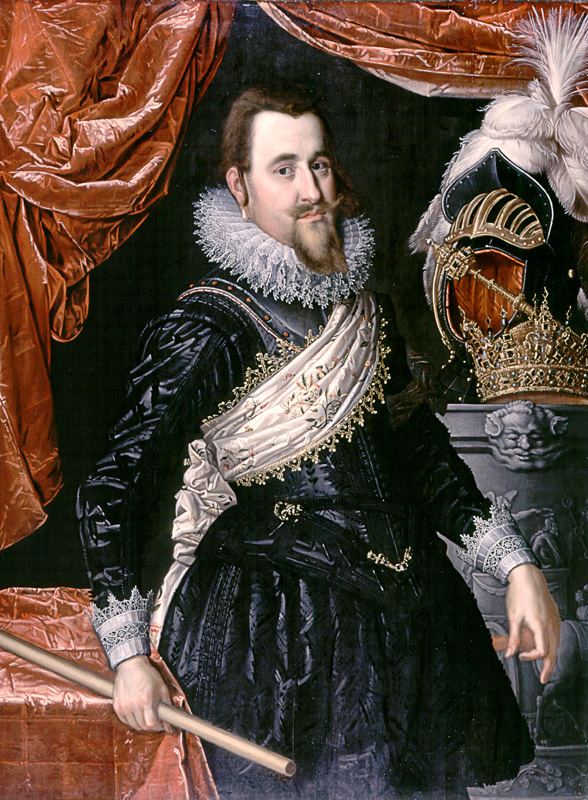
Kristian IV (1577–1648), kung av Danmark och Norge från 1588.

De förbundna västmakternas såväl som Brandenburgs närmaste mål blev att dra in Sverige och Danmark i kriget. Av dessa båda stater hade Danmarks politiska och dynastiska intressen drabbats genom den med Tillys ankomst inledda omstörtningen i de westfaliska och nedersachsiska kretsarna – det danska kungahuset var bland annat vant vid att kunna placera yngre medlemmar i de nordtyska stiften. I Sveriges fall var Nordtysklands sönderdelning i små, kulturellt, religiöst och dynastiskt befryndade stater ett väsentligt intresse, som det med ömtålig vaksamhet måste sträva att upprätthålla mot katolikerna, men som även kunde äventyras, om de hotade småfurstarna i sin nöd kastade sig i den rivaliserande danske grannens armar. Utan att släppa detta närliggande realintresse ur sikte var emellertid den svenske kungen Gustav II Adolf för tillfället upptagen med kriget mot Polen, där religionsskiljaktigheterna var sammanvuxna med stridigheterna inom Vasahuset. Uppgiften föll därför på den danske kungen Kristian IV.
Det visade sig dock snart att den danske kungen i sin iver hade försummat de diplomatiska förberedelserna: Sveriges stöd var svagt, i Brandenburg segrade en betänksammare riktning, och hugenottkrigen i Frankrike bidrog tillsammans med en växande spänning mellan detta land och England att Richelieu tappade intresset för samarbete. Frankrike slöt 1629 freden i Monzón med det habsburgska Spanien. Endast England, Holland och Danmark undertecknade i december 1625 det fördrag i Haag som slutgiltigt organiserade den antikatolska koalitionen, och det understöd som Danmark där utlovades var otillräckligt.
I Tyskland hade kung Kristian under tiden, vid kretsmötena i Lüneburg och Lauenburg i mars och i Braunschweig i maj 1625, vunnit de flesta furstarna i den nedersachsiska kretsen. Dessutom hade han, trots att hans rustningar ännu inte var klara, genom en rask uppmarsch besatt Elbe- och Weserlinjerna. På hans vänstra flygel intog den nu åter uppdykande von Mansfeld med sin här en framskjuten ställning vid Elbe. Fastän Tilly liksom Kristian IV var upptagen av kompletterande rustningar gick han i söder och väster fram med sin armé mot den nedersachsiska kretsens gränser och stängde på detta sätt vägen till ligans huvudländer för motståndaren.

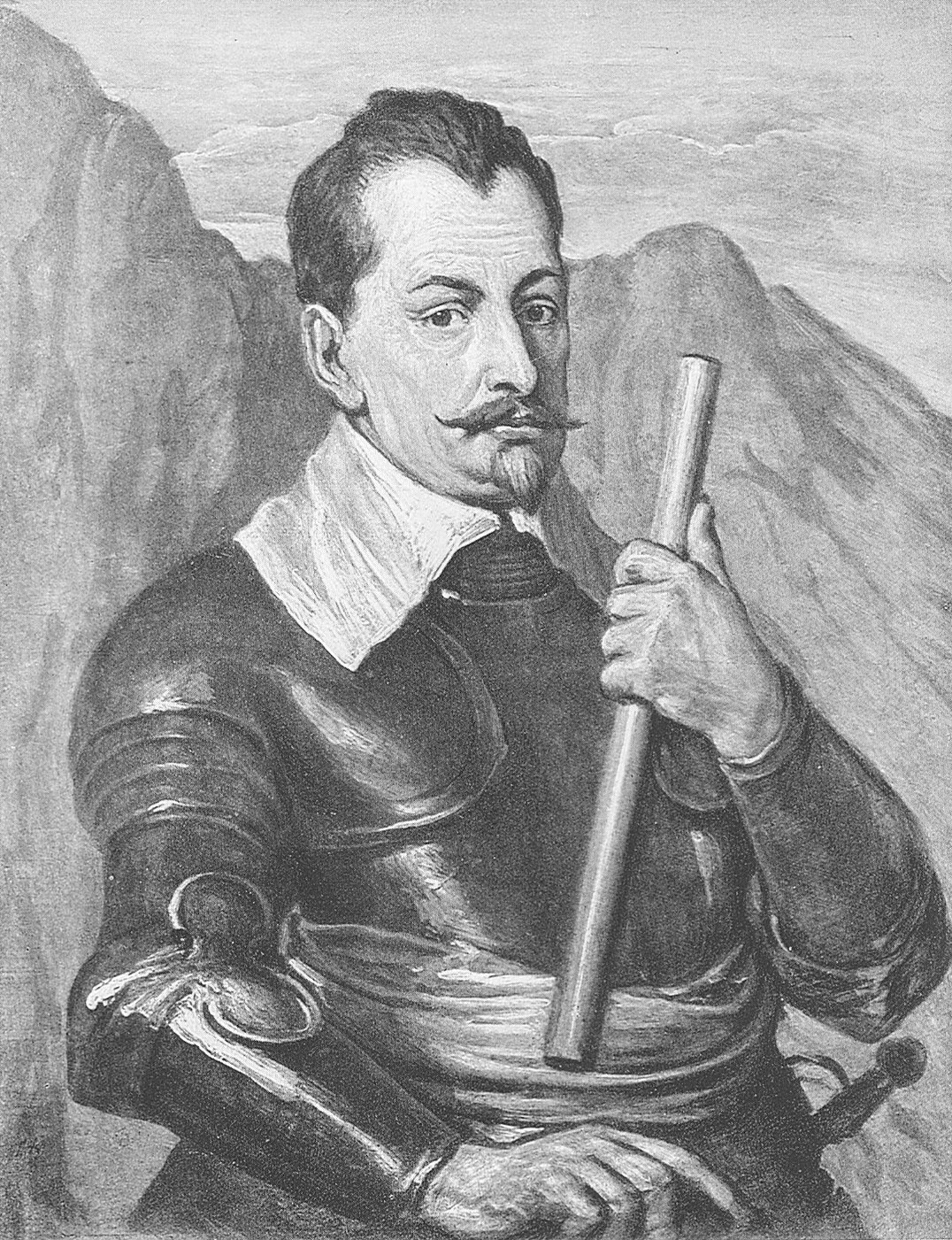
Albrecht von Wallenstein (1583–1634), kejserlig fältherre under trettioåriga kriget.

Samtidigt ryckte den av Albrecht von Wallenstein 1625 skapade kejserliga fälthären fram mot kretsens sydöstra sida. I detta läge sände Kristian IV fram von Mansfeld för att besätta bron över Elbe vid Dessau och sålunda skapa ett hot i den kejserliga härens flank samt öppna möjligheter till samverkan med Gábor Bethlen, som åter börjat röra på sig. Greve von Mansfelds föga välberäknade framstöt slutade dock med ett svårt nederlag i slaget vid Dessau bro den 15 (25) april 1626, varefter han drog sig tillbaka till Mark Brandenburg. Där fick han tid att reorganisera sin armé, och kunde ett par månader senare skynda Gábor Bethlen till mötes, dragande Wallenstein efter sig.
Tilly å sin sida, förstärkt med trupper som efterlämnats av Wallenstein, tillfogade Kristian IV ett svårt nederlag i slaget vid Lutter am Barenberge den 17 (27) augusti 1626. I öster hade von Mansfeld under tiden lyckats nå fram till Gábor Bethlen, som nu befann sig i Ungern, och förena sina trupper med dennes. Strax därefter, den 29 november 1626, avled dock von Manfeld under en resa till Venedig, där han skulle försöka utverka ekonomiskt stöd. Hans opålitlige transsylvanske bundsförvant passade då på att sluta fred med kejsaren i december, och lämnade därmed von Mansfelds trupper i sticket. Dessa tvingades slutligen tillgripa det förtvivlade och fullständigt misslyckade försöket att bana sig väg tillbaka till den danska huvudarmén, och det blev en lätt uppgift för Wallenstein att under år 1627 förinta dessa. Försäkrad om Brandenburgs fullständiga underkastelse besatte Wallenstein därpå Mecklenburg, vars hertighus avsattes eftersom det lierat sig med Danmark. Medan Tilly rensade landet väster om Elbe bröt sedan Wallenstein in i Schleswig-Holstein och Jylland. Även Pommern hade han besatt före 1627 års utgång.

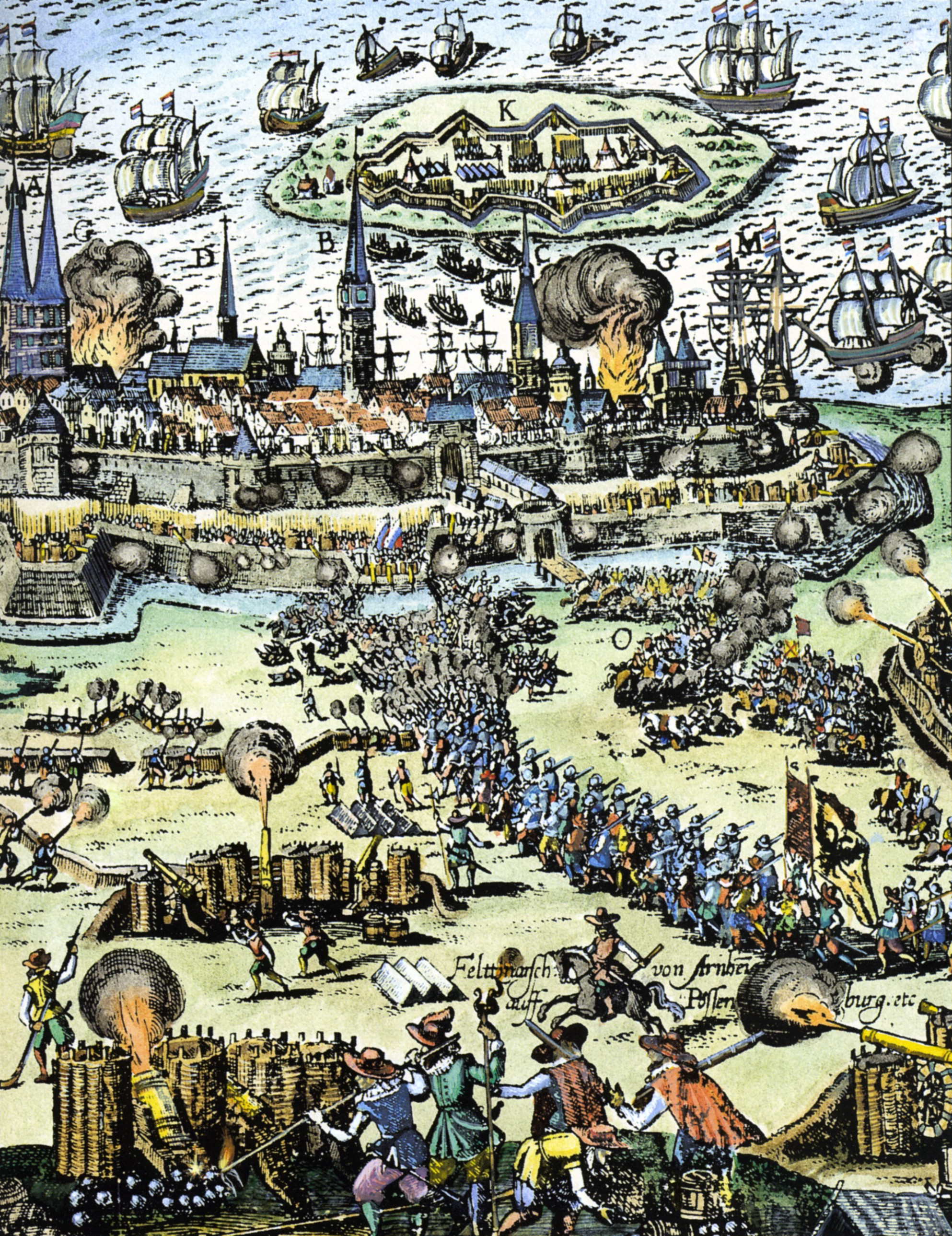
Wallensteins belägring av Stralsund, färglagt kopparstick.

Besättandet av Nord- och Östersjökusterna syntes öppna tillfället att förverkliga en plan, som först framförts av Spanien och livligt sysselsatte de habsburgska statsmännen, nämligen skapandet av en katolsk flottbas vid Nordtysklands kust. Detta skulle göra det möjligt att förinta Hollands uppblomstrande handel samt att bryta Danmarks och eventuellt Sveriges motstånd. En yttring av dessa planer var att Wallenstein i april 1628 utnämndes till "general över det baltiska och oceaniska havet", och då han samtidigt erhöll de fördrivna mecklenburgska hertigarnas land (han blev själv hertig av Mecklenburg 1629), skapades ytterligare ett stöd för detta företag. Den näraliggande faran för de fredliga tyska kustländernas omorganisation till ett stöd för en fientlig makt, som Gustav II Adolf sedan länge försökt förebygga, tycktes alltså komma att förverkligas i sin värsta form. Detta framkallade från Sveriges sida energiska motåtgärder, vilket tog sig uttryck i förbund med Danmark och den 23 juni 1628 med Stralsund. Här fick Sverige den första kontakten med kriget, då Gustav II Adolf 1628 sände 600 knektar under befäl av Fritz Petrovitj Rosladin till Stralsund, som belägrades av Wallensteins trupper. Wallenstein bedömde situationen så allvarlig att han tog personligt befäl över de belägrande trupperna, men den 24 juli tvingades han att efter intensiva strider och förluster av 10 000 man ge upp sin belägring av staden. Genom Wallensteins misslyckande sjönk kejsarens prestige i Europa, som följt belägringen med stort intresse. Att de gamla arvfienderna Sverige och Danmark hade samarbetat var något nytt, som Wallenstein länge hade fruktat.
Gustav II Adolf såg emellertid Danmark utnyttja det intryck Sveriges hållning gjorde till att sluta en oväntat gynnsam fred, freden i Lübeck, i juni 1629. Därefter måste svenskarna i slaget vid Stuhm den 17 (27) juni 1629 på egen hand ta upp kampen med Johann Georg von Arnim, som Wallenstein hade sänt till Preussen för att stödja Polen och hålla fast svenskarna där. Under tiden kunde kejsaren och katolikerna dra den fulla konsekvensen av sin seger, vilket tog sig uttryck i restitutionsediktet, som stadgade att de katolska områden som sedan 1552 hade kommit i protestanternas händer skulle återställas. En ljusning för protestanterna var dock att Nederländerna vann framgångar över spanjorerna genom att uppbringa dessas silverflotta 1628 och erövra 's-Hertogenbosch 1629, samt att Frankrike nu genom ett framgångsrikt krig i Italien återupptog sin antihabsburgska politik och tillsammans med England medlade fram stilleståndet i Altmark mellan Sverige och Polen den 16 (26) september 1629.

## Det svensk-tyska skedet, 1630–1635

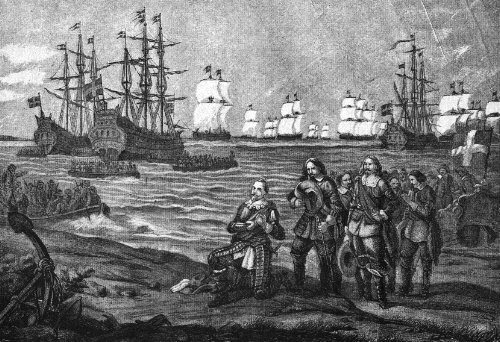
Gustav II Adolf landstiger i Tyskland 1630.

Orsaken till det trettioåriga krigets tredje fas, det svensk-tyska skedet (1630–1635), var nödvändigheten för Sverige att driva ut de katolska arméerna ur de nordtyska länder som låg inom dess närmaste intressesfär samt förhindra flottrustningarna där. Samtidigt lade Gustav II Adolf fram konturerna till en lösning som på samma gång skulle ha tillgodosett både Sveriges och dess trosförvanters intressen i Nordtyskland. Det gamla tillståndet skulle återställas där, kustländerna underkasta sig Sveriges beskydd och mer eller mindre tillfälliga ockupationer öppna möjlighet för dess krigsmakt att trygga den framtvingade uppgörelsen. Det visade sig dock omöjligt inte bara att förmå kejsaren till en uppgörelse på denna grundval (förhandlingar fördes i Danzig våren 1630), utan även att vinna de protestantiska ständernas självskrivna ledare Sachsen, som då regerades av kurfursten Johan Georg I av Sachsen. Gustav II Adolf försökte genom fortsatta och vittgående anbud dra över denne på sin sida, medan Frankrike å sin sida utnyttjade svenskarnas angrepp till att sluta en fördelaktig separatfred genom fördragen i Regensburg oktober 1630 och i Cherasco i mars och juni 1631. Inte desto mindre försåg Frankrike, genom fördraget i Bärwalde den 13 (23) januari 1631, Sverige med viktigt finansiellt stöd. Fördraget innebar att Frankrike skulle betala Sverige subsidier på 400 000 riksdaler per år under fem år, med villkoret att Sverige skulle hålla en armé på minst 36 000 man i Tyskland. Detta gav Gustav II Adolf medel att fortsätta kriget. I september 1631 hade den protestantiska sidan cirka 81 000 man varav 13 500 man bundna i garnisoner. Svenskarna hade 48 600 man inklusive 21 500 sachsiska trupper, 3 000 man från Mecklenburg och 1 600 från Brandenburg. Det fanns också en kår från Hessien på cirka 7 000 man. Den kejserliga sidan hade vid samma tid cirka 110 000 man varav 70 000 var fälttrupper och runt 36 000 man i garnisoner eller förband under värvning. 

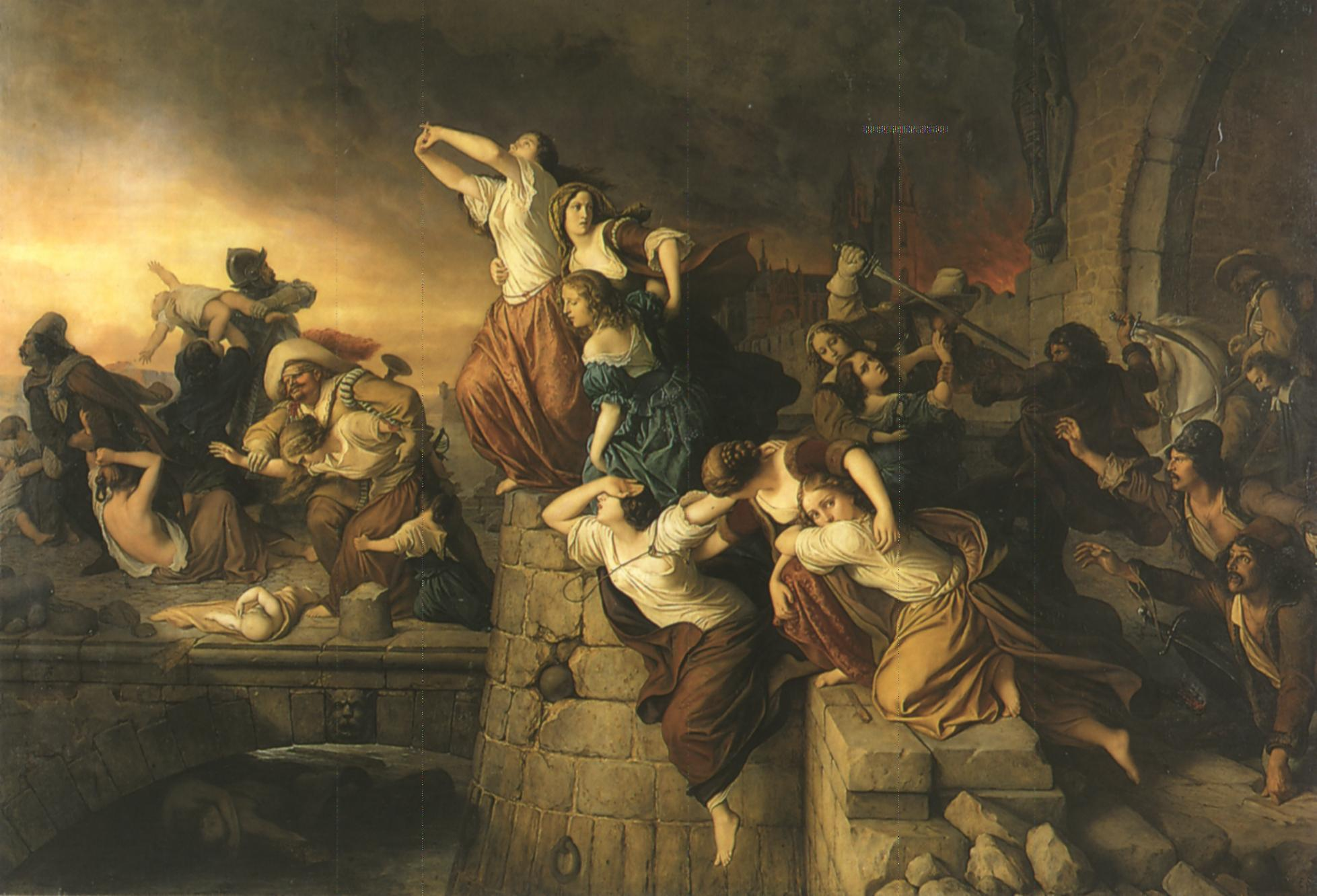
Plundringen av Magdeburg (Magdeburgs jungfrur), målning av Eduard Steinbrück.

Under förberedelserna för fälttåget i Tyskland beräknades det att det antal trupper som behövdes för uppgiften var cirka 46 000 man. Detta exklusive garnisonstrupper, trupper för skydd av hemmaområdet (Sverige och Finland) och trupper för Sveriges besittningar i Östersjöprovinserna, vilket ökade siffran till cirka 85 000 man totalt. Som jämförelse så hade  Gustav II Adolf tillgång till runt 15 000 trupper i början av sin regering. Gustav II Adolf hade under tiden landstigit i tyska Pommern den 25 juni 1630, och på kurfurstedagen i Regensburg framtvingade ständerna, som var oroliga över kejsarens växande makt, ett avskedande av Wallenstein. Tack vare detta och en resning i Magdeburg kunde den svenske kungen jämförelsevis ostörd i Pommern organisera den strategiska basen för sin framryckning. Ett manöverkrig mot Tilly, där han genom omväxlande framstötar mot Mecklenburg och Oderlinjen behöll initiativet, öppnade genom stormningarna av Greifenhagen och Garz i december 1630 samt Frankfurt an der Oder den 3 april 1631 för honom den sistnämnda framryckningsvägen och satte honom i stånd att i maj 1631 vinna anslutning av Brandenburg. Frankfurt intogs av svenskarna efter en hård strid, ofta i handgemäng. Runt 1 700 kejserliga trupper stupade exklusive dom som dog under flykten. Trots att staden var protestantisk så fick dom svenska soldaterna rätt att plundra staden vilket resulterade i att flertalet borgare blev dödade och sårade. Brandenburg styrdes av Gustaf Adolfs svåger Georg Vilhelm av Brandenburg. Då upprepade försök att vinna stöd även från kurfurstendömet Sachsen avvisades, förmådde han emellertid inte undsätta Magdeburg, som stormades av Tilly den 10 maj 1631. Den nästan totala förstörelsen av staden minskade dock väsentligt den strategiska betydelsen av den stora framgången för Tilly, och en förnyad uppgörelse med Brandenburg, fastän den endast vanns genom hot om våld, samt Gustav II Adolfs väl valda ställning i det befästa lägret vid Werben, inför vilken Tilly i juli 1631 drog sig tillbaka, återställde jämvikten.

Slaget vid Breitenfeld.

Under tiden hade Gustav II Adolf definitivt beslutat sig för att tränga undan Sachsen från den ledarställning som det inte kunnat förmås att begagna i den radikalt protestantiska politikens intresse, och i stället underordna de tyska trosförvanterna Sveriges ledning, till dess att en fullständig seger över katolikerna hade vunnits. Ett dokument med denna innebörd, författat av kungen själv och kallat "Norma futurarum actionum", lades fram i maj 1631. Sedan den växande faran hade drivit Sachsen i Sveriges armar, vann Gustav II Adolf en lysande seger över Tilly i slaget vid Breitenfeld den 7 september 1631. Militärt fullföljdes denna seger genom en avledningsmanöver mot den västerut vikande fiendens förbindelser med ligans huvudländer, varvid svenskarna tågade genom Franken och till Rhen. Detta tvingade Tilly att återvända till Sydtyskland, samtidigt som kurfursten av Sachsen framgångsrikt trängde in i Böhmen.
Segern i slaget vid Breitenfeld gav Gustav II Adolf tillfälle att fullfölja sina strävanden att isolera Sachsen och inordna de protestantiska ständerna under Sveriges ledning. Innan årets slut tog han därpå, i strid med tidigare utfästelser, upp tanken på att permanenta den framväxande protestantiska kamporganisationen. Ledningen av det i fasta, mer eller mindre statsliknande former organiserade förbundet – corpus evangelicorum – skulle även efter freden utövas av Sverige, förstärkt genom omfattande erövringar vid de nordtyska kusterna och en dynastisk union med Brandenburg eller något annat inflytelserikt protestantiskt furstehus. Då det tänktes att den tyska riksförfattningen skulle bestå, är det inte osannolikt att Gustav II Adolf såg ett val av honom till tysk-romersk kejsare som den naturliga konsekvensen av den maktställningen i det tyska riket som han eftersträvade. Ett försök att i fördragen med de enskilda ständerna införa grundläggande bestämmelser för förbundets organisation måste dock på grund av den därigenom uppväckta oron överges, och de underhandlingar om dessa planer som av Gustav II Adolf inleddes med tongivande tyska stater hann aldrig över de första antydningarnas stadium.

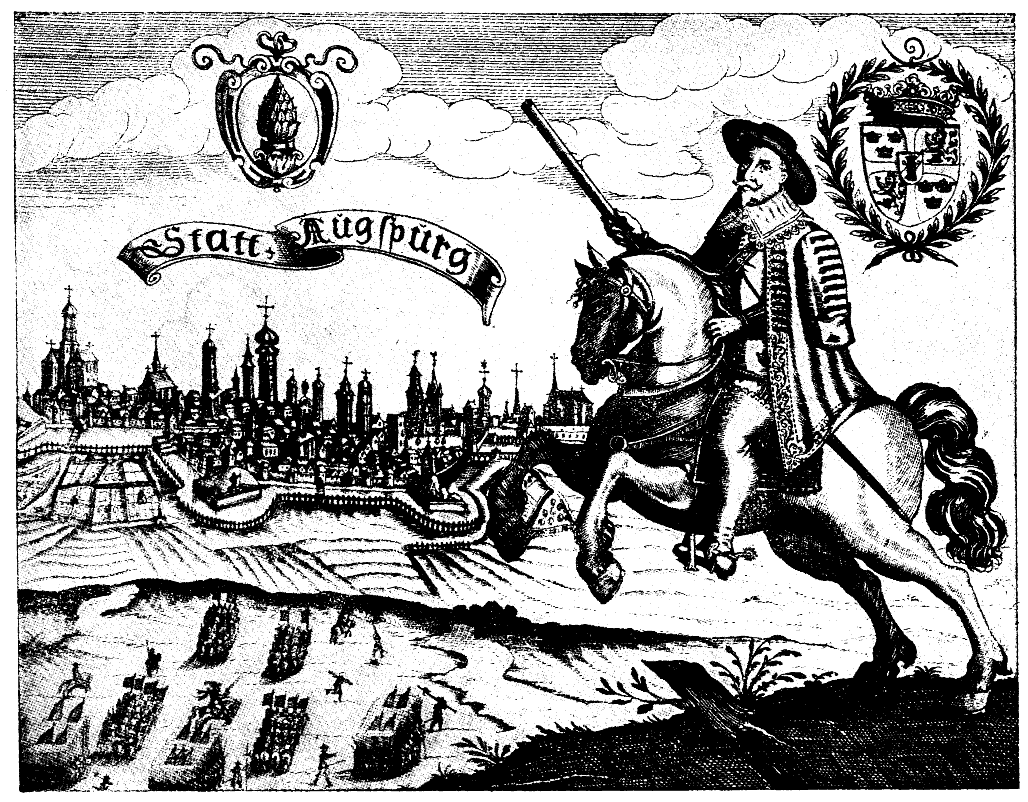
Hyllningsgravyr med anledning av Gustav II Adolfs, "befriarens", intåg i Augsburg 1632. Överst två sköldar med Augsburgs stadsvapen och det svenska riksvapnet.

Sveriges dominerande ställning i Tyskland hade emellertid uppväckt oro inte bara hos Danmark, som tillsammans med lantgreve Moritz av Hessen-Darmstadt förgäves försökte hejda dess segerlopp genom fredsmedling, utan även hos dess bundsförvant Frankrike. Detta land önskade inte bara balansera det habsburgska huset med hjälp av dess protestantiska fiender, utan även med hjälp av den över ständernas frihet svartsjukt vakande katolska ligan. Bestämmelserna i Bärwaldefördraget skulle säkra det första, och ett förbund med Bayern som slöts i april 1631 skulle säkra det senare. Men trots att förhandlingarna stördes kunde kardinal Richelieu inte hindra att Gustav II Adolf efter segern i slaget vid Breitenfeld fortsatte marschen söderut och vände sig mot Bayern, där han vid Donauwörth gick över floden Lech i skydd av rök, under hård strid med den kejserliga armén under ledning av Tilly, som sårades dödligt. Efter att ha tilltvingat sig övergången över Lech fortsatte han med att erövra Augsburg och München, men förmådde inte forcera Donaulinjen.

Gustav II Adolfs död i slaget vid Lützen, målning av Carl Wahlbom från 1855.

Kejsaren hade i december 1631 återgett Wallenstein befälet över sina stridskrafter, och efter att hastigt ha organiserat en stark armé och rensat Böhmen från sachsarna hotade han den svenska huvudhärens förbindelser, en fara som fick Gustav II Adolf att med en mindre armé skynda norrut. Vid Nürnberg fann han Wallenstein, som förenat sig med den bayerske kurfurstens armé och med en tredubbel övermakt stod i hans väg. Då han efter att i ett befäst läger ha inväntat nödvändiga förstärkningar vågade sig på att angripa Wallensteins läger, stormningen av Alte veste i augusti 1632, blev han tillbakaslagen. Gustav II Adolf vände sig åter mot Bayern, men tvingades genom Wallensteins angrepp på Sachsen att skynda mot norr. Då Gustav II Adolf här försökte nå det avgörande som hade gått honom ur händerna vid Nürnberg, stupade han i det segerrika slaget vid Lützen den 6 (16) november 1632.
Från början av interventionen i Tyskland till slaget om Lützen hade den svenska fälthären växt från runt 38 100 till 149 200 man respektive. Dom etniskt svenska (och Finska) soldaterna var i minoritet. Vid slaget om Breitenfeld i september 1631 bestod armén av 20,2 procent svenskar och finnar och vid slaget om Lützen november 1632 var den andelen 18 procent. 
Efter att den svenske kungen stupat övertogs nu befälet över den svenska armén av hertig Bernhard av Sachsen-Weimar och Gustaf Horn, medan den högsta ledningen av krigsrörelser och politik övertogs av Axel Oxenstierna som den svenska kronans fullmyndige legat. Han tog formellt uppgiften via en fullmakt som rådet ställde ut 12 januari 1633. Ekonomin var i kris: Oxenstierna beräknade att den svenska armén krävde 900 000 riksdaler varje månad i löner medan hjälpen från dom Tyska allierade var enbart 200 000 riksdaler. Oxenstierna ansåg också nödvändigt att koncentrera Sveriges egna resurser mot dess opålitliga grannar Danmark och Polen samt Östersjökusten. Som en del av det syftet började Oxenstierna att dra tillbaka många av dom Svenska förbanden till dom strategiskt viktiga städerna och fästningarna på kusten som garnisonstrupper och på så sätt minimera riskerna för Sveriges position skulle  värvade utländska legoknektar göra myteri på grund av utebliven sold. Han gav därför upp Gustav II Adolfs vittgående planer och inskränkte sig till att försöka förena de protestantiska ständerna till att genomföra kriget under Sveriges ledning. Han lyckades genom Heilbronnförbundet i april 1633 förena sydvästra Tysklands protestantiska furstar med Sverige till ett evangeliskt förbund, vars ledare han själv blev. Förbundet innebar att parterna lovade att fortsätta kriget mot kejsaren, däremot förband de sig inte att fortsätta samarbetet efter kriget. Förbundet upplöstes 1635.
Segern följde ännu en tid de svenska fanorna. I slaget vid Oldendorf den 28 juni (7 juli) 1633 besegrade förenade svenska, hessiska och lüneburgska trupper under hertig Georg av Braunschweig-Lüneburg och fältmarskalk Dodo Knyphausen en kejserlig här som anfördes av generalerna Gronsfeld och Jean de Merode, vilka led svåra förluster. I slaget vid Pfaffenhofen den 1 augusti 1633 besegrar pfalzgreven Kristian av Birkenfeld med hjälp av svenskt infanteri en lothringsk här.
Orsaken till de svenska framgångarna var till stor del Wallensteins hållning, passivitet och bristande lojalitet mot kejsaren. Under år 1633 förhandlade han med svenskarna och deras allierade för att försöka återställa freden i det Tyska riket och tillförsäkra sig själv mer makt. Under ett sällsamt och tvetydigt dubbelspel underhandlade han än med Sachsen och Brandenburg, än med de böhmiska emigranterna, än genom dessa eller andra personer med Axel Oxenstierna. Huvudsakligen försökte han förmå de tyska protestanterna att bryta med svenskarna, men även förslag om samarbete med svenskarna, allt under det att misstron mellan kejsaren och Wallenstein ökade. Under ett av förhandlingar avbrutet fälttåg i Schlesien, som var ytterst hotande för svenskarnas förbindelse, överraskade han en svensk-sachsisk styrka under befäl av greve Henrik Mattias von Thurn, och besegrade denne i slaget vid Steinau den 1 (11) oktober 1633. Från Schlesien återkallades han dock genom att Regensburg den 5 november 1633 erövrades av svenskarna under ledning av hertig Bernhard av Sachsen-Weimar. Men sedan låg han overksam i Böhmen, under fortsatta förhandlingar av tvivelaktig lojalitet mot kejsaren. Slutligen lät det kejserliga hovet mörda honom den 25 (15) februari 1634, och befälet över hans armé lämnades över till kejsarens son ärkehertig Ferdinand och Matthias Gallas.

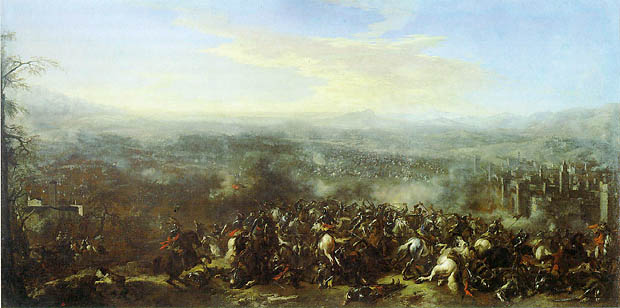
Slaget vid Nördlingen, målning av Jacques Courtois.

Nu kunde de kejserliga återta initiativet i kriget. Regensburg återtogs den 28 juli 1634, efter att i fyra månader ha försvarats av Lars Kagg. I slaget vid Nördlingen den 27 augusti (6 september) 1634 led de protestantiska arméerna, under gemensamt befäl av Gustav Horn (som togs till fånga) och hertig Bernhard av Sachsen-Weimar, ett förintande nederlag mot en förenad armé av kejserliga, ligistiska och spanska trupper. Nederlagets följder blev så mycket svårare till följd av de protestantiska stridskrafternas lösliga organisation, sedan Oxenstierna dragit tillbaka Sveriges huvudstyrka. Hertig Bernhard lyckades med en mindre kår rädda sig till Alsace, där han med fransk hjälp fortsatte kriget, huvudsakligen för egen räkning. Det protestantiska Heilbronnförbundet föll samman. I Prag slöts den 20 (30) maj 1635 separatfred mellan kurfursten Johan Georg I av Sachsen och kejsar Ferdinand II, vilken biträddes av Brandenburg och de flesta av de övriga tyska protestantiska ständerna. I fredsavtalet ingick att återställa freden i Tyska riket och, om nödvändigt med vapenmakt, tvinga de svenska trupperna att lämna Tyskland. Då Sverige inte antog Pragfreden inledde Johan Georg fientligheter mot svenskarna. Frankrike måste då mera direkt blanda sig i kriget för att hindra kejsaren att återfå sin gamla övermakt. Kardinal Richelieu förklarade efter Pragfreden krig mot Spanien, och lät tills vidare föra kriget mot kejsaren endast genom att understödja hertig Bernhard, men förklarade senare krig även mot kejsaren. Därmed hade trettioåriga krigets sista skede inletts.

## Det svensk-franska skedet, 1635–1648

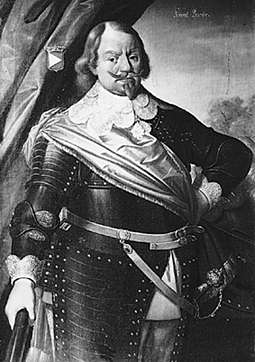
Johan Banér (1596–1641), en av de främsta svenska fältherrarna under trettioåriga kriget.

Erövringen av Prag ur "Theatri Europæi..." 1663.

Trettioåriga krigets fjärde fas, det svensk-franska skedet, varade 1635–1648. Till befälhavare över den återstående delen av den svenska armén utnämndes Johan Banér. I oktober 1635 inledde sachsarna kriget, och Banér drog sig undan de förföljande sachsarna uppför Elbe till Mecklenburg, där hans återtåg tryggades genom generallöjtnant Patrick Ruthvens seger över sachsarna i slaget vid Dömitz den 22 oktober (1 november) 1635. Nu fick Banér förstärkningar från Preussen, och i januari 1636 föll han in i Sachsen. För en förenad kejserlig-sachsisk här måste han sedan åter dra sig tillbaka mot nordväst. I slaget vid Wittstock den 24 september 1636 lyckades han dock på ett lysande sätt besegra den sachsiske kurfursten, vars armé var förstärkt med kejserliga trupper under Melchior von Hatzfeldt.
Nu rensade Banér Hessen från fiender, vände sig därpå till Thüringen och Sachsen och lade sig i början av 1637 i ett fast läger vid Torgau. Då vände sig Matthias Gallas mot honom med en överlägsen styrka. Efter att i mars-juni 1637, i nära fyra månader, ha försvarat sig i det befästa lägret vid Torgau tvangs Banér att retirera väg till Pommern. Den 18 juni bröt han upp och gick mot nordöst, gick över Elster, Spree och Oder och stod redan den 26 juni vid Landsberg för att gå över Warthe. Han väntade sig att där möta en svensk här under Herman Wrangel, men i stället fann han på andra stranden den kejserlige generalen Gallas med hela hans här, som på en kortare väg lyckats genskjuta honom. De kejserliga generalerna ansåg att det bara var en tidsfråga innan den svenska armén var infångad, vilket Banér senare kommenterade med orden: "De hade mig i säcken, men de glömde att knyta åt". Sedan Gallas lurats att skicka starka skaror österut och återkalla sina trupper vid Oder förde Banér sin här åt väster, gick för andra gången över Oder, ilade åt nordväst och förenade sig den 3 juli med Herman Wrangel, och de svenska ställningarna vid Schwedt. Genom detta lysande återtåg var Banérs här räddad, men de svenska erövringarna gick, förutom Pommern, nu till största delen förlorade, och även detta land kunde Banér endast med största möda bibehålla mot Gallas övermakt.
Åren 1637–1638 var för Sverige de tyngsta under hela kriget, och det såg ibland ut som om svenskarna skulle tvingas utrymma hela Tyskland. Först sedan Banér 1638 fått pengar och nya trupper från Sverige, kunde han åter börja agera offensivt. I juli 1638 startade han fälttåget, rensade Pommern och Mecklenburg från fiender och tvingade Gallas att med en upplöst här retirera till Böhmen. I början av 1639 trängde Banér in i Thüringen och Sachsen, och den 4 april 1639 vann han i slaget vid Chemnitz en viktig seger över en kejserlig-sachsisk här, varefter han kunde rycka in i Böhmen, där han under härjningar och brandskattningar stannade hela året.
Medan kejsaren sålunda använde största delen av sin armé mot svenskarna fick hertig Bernhard av Sachsen-Weimar tillfälle att flera gånger tränga fram över Rhen, besegra de kejserliga trupperna under Johann von Werth i slaget vid Rheinfelden den 3 mars 1638 samt efter en lång belägring inta Breisach, sydvästra Tysklands bålverk, i december 1638. Då han avled den 8 juli 1639 övergick hans armé i fransk tjänst och fick Jean Baptiste Budes de Guébriant till anförare. Med honom gjorde Banér upp en plan på att gemensamt överrumpla Regensburg, där kejsar Ferdinand III just höll riksdag. Ett töväder förstörde i januari 1641 isen på Donau, och Banér måste i all hast rädda sig genom Böhmen till Sachsen, där han avled den 10 maj 1641. Det närmaste svenskarna kom till att tillfångataga kejsaren var erövrandet av hans jaktvagn. 

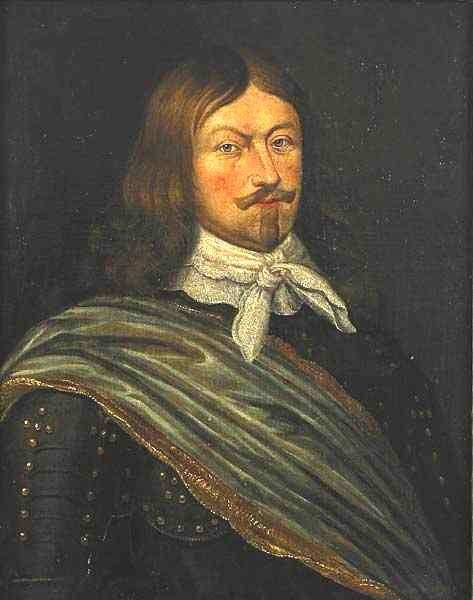
Lennart Torstenson (1603–1651), en av de främsta svenska fältherrarna under trettioåriga kriget.

Till Banérs efterträdare som överbefälhavare för de svenska trupperna i Tyskland utsågs Lennart Torstenson, men denne kunde ta befälet över hären i Sachsen först i november. I Torstensons frånvaro leddes de svenska trupperna av generalmajorerna Adam von Pfuel, Carl Gustaf Wrangel, Arvid Wittenberg och Hans Christoff Königsmarck. I slaget vid Wolfenbüttel den 19 (29) juni 1641 besegrade dessa en förenad kejserlig-bayersk armé. Svåra förluster medförde dock att framgången inte kunde utnyttjas.
Johan Banér hade återställt jämvikten i kriget. Hans efterträdare, Lennart Torstenson, vände sig mot de kejserliga arvländerna, Schlesien och Mähren, vilka försvarades av den försiktige Ottavio Piccolomini, som inte vågade sig på ett fältslag. Men när Torstenson drog sig tillbaka till Sachsen följde Piccolomini efter och blev grundligt besegrad i slaget vid Leipzig, även kallat andra slaget vid Breitenfeld, den 23 oktober (2 november) 1642. Sedan Torstenson därefter intagit Leipzig och låtit armén vila i vinterkvarter vid Elbe ryckte han på våren 1643 ånyo in i Mähren och hotade Wien, men i september 1643 vände han helt oväntat om och tågade på regeringens order mot Danmark. Denna stat, som avundsjukt åsåg Sveriges framgångar, ville gärna uppträda som medlare vid den nu påtänkta fredskongressen. Detta förekoms genom det svenska anfallet, som även ursäktades av den fientliga hållning som Kristian IV alltjämt intog.
En kejserlig armé under Matthias Gallas följde Torstenson i spåren. Men sedan denne förjagat alla danska trupper från Jylland ryckte han hastigt ned mot Gallas, som besegrades i slaget vid Jüterbog den 23 november 1644, varpå Torstenson för tredje gången ryckte in i de kejserliga arvländerna. Han besegrade Johann von Götz och Melchior von Hatzfeldt i det stora slaget vid Jankov i Böhmen den 24 februari (6 mars) 1645, varvid Götz stupade och Hatzfeldt blev tillfångatagen, och stod åter utanför Wiens portar. Hans plan var att förena sig med Siebenbürgens furste Georg I Rákóczi, Gábor Bethlens efterträdare, som sedan 1643 var i förbund med Sverige, men då denne inte kom fram, drog sig Torstenson tillbaka till Mähren. Där belägrade han Brünn under perioden april–augusti 1645, men sedan denna misslyckats drog han sig tillbaka till Sachsen, svårt plågad av gikt, överlämnade befälet till Carl Gustaf Wrangel i december 1645.
Under tiden hade fransmännen kämpat i västra Tyskland, fastän inte med lika stor framgång som svenskarna. Jean Baptiste Budes de Guébriant hade besegrat de kejserliga styrkorna i slaget vid Kempen den 17 (27) januari 1642 och trängt in i Württemberg sedan han fått understöd av den armé som under prins Louis II Condé, "den store Condé", besegrat spanjorerna i det stora slaget vid Rocroi den 18 maj 1643. Efter Guébriants död den 14 (24) november 1643 hade visserligen de bayerska generalerna Franz von Mercy och Johann von Werth besegrat fransmännen under Josias Rantzau i slaget vid Tuttlingen den 14 (24) november 1643, men i slaget vid Freiburg im Breisgau den 3–9 augusti 1644 besegrades bayrarna i grunden av två franska arméer under befäl av Condé och Henri de la Tour d'Auvergne de Turenne. Den senare, som nu fått befälet, intog nästan hela Rhen-Pfalz. Efter att kort därpå ha lidit nederlag mot kejserliga trupper under Mercy i slaget vid Mergentheim den 25 april (5 maj) 1645 besegrade han tillsammans med Condé i sin tur denne i slaget vid Allersheim, även kallat andra slaget vid Nördlingen, den 3 (13) augusti 1645, där Mercy stupade för vänligt sinnad eld, varefter han förenade sig med Carl Gustaf Wrangel om ett gemensamt infall i södra Tyskland. Därigenom tvingades Bayern att överge kejsaren och sluta stilleståndet i Ulm den 4 mars 1647.

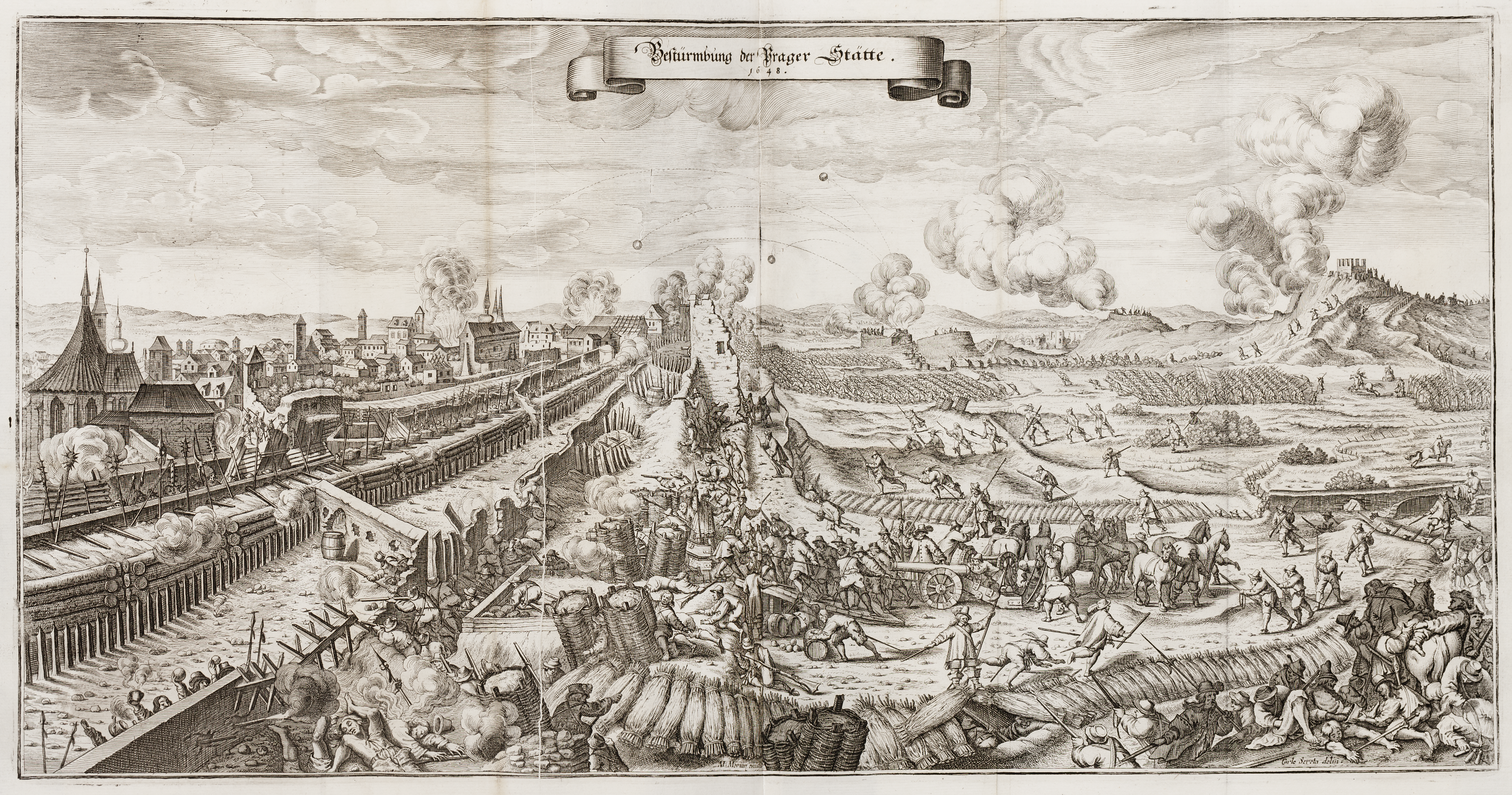
Belägringen av Prag.

Då den bayerske kurfursten bröt stilleståndsavtalet inföll de förenade svenska och franska härarna i Bayern, efter att Wrangel och Turenne i slaget vid Zusmarshausen den 7 (17) maj 1648 besegrat en förenad kejserlig-bayersk här under Peter Melander von Holzappel, som blev dödligt sårad, respektive Gronsfeld. Bayern utplundrades fullständigt, varefter svenskarna och fransmännen drog sig tillbaka till Württemberg. Samtidigt med detta opererade en annan svensk armé under befäl av Hans Christoff Königsmarck och Arvid Wittenberg i Böhmen, och den förre lyckades 1648 inta den så kallade lilla sidan av Prag. I september anlände pfalzgreven Karl Gustaf, den senare kung Karl X Gustav, för att avlösa Carl Gustaf Wrangel. Karl Gustaf övertog befälet den 6 juni 1648 och fortsatte belägringen av Prag, som stormades av svenskar dagen efter freden hade slutits; den 14 (24) oktober 1648, den Westfaliska freden. Så slutade kriget framför samma stad i vilken det hade börjat.
Sverige hade inder kriget ökat sin militära styrka i krigsområdet. Under krigets sista månader fanns det 127 svenska garnisoner i hela det Tysk-romerska riket, 52 franska och 43 från Hessen-Kassel. Sverige hade 915 kompanier i riket, Frankrike 432 och Hessen-Kassel 224.

## Strider på flera kontinenter
Jämsides med de nu skildrade krigshändelserna utkämpades under nästan hela tiden strider i norra Italien och i Spanien. På Iberiska halvön hade Portugal 1640, med fransk hjälp, inlett befrielsekrig mot det habsburgska huset i Spanien, och 1640 pågick ett regionalt krig i och kring Katalonien. Vidare utkämpades strider i Belgien och Nederländerna samt i Ungern.
Det försvagade Portugals kolonialimperium ansattes vid samma tid hårt av det expansiva Nederländerna, som bland annat länge kontrollerade nordöstra Brasilien. På så sätt spreds de parallella konflikterna till flera kontinenter, och ibland benämns trettioåriga kriget som ett världskrig.

## Westfaliska freden

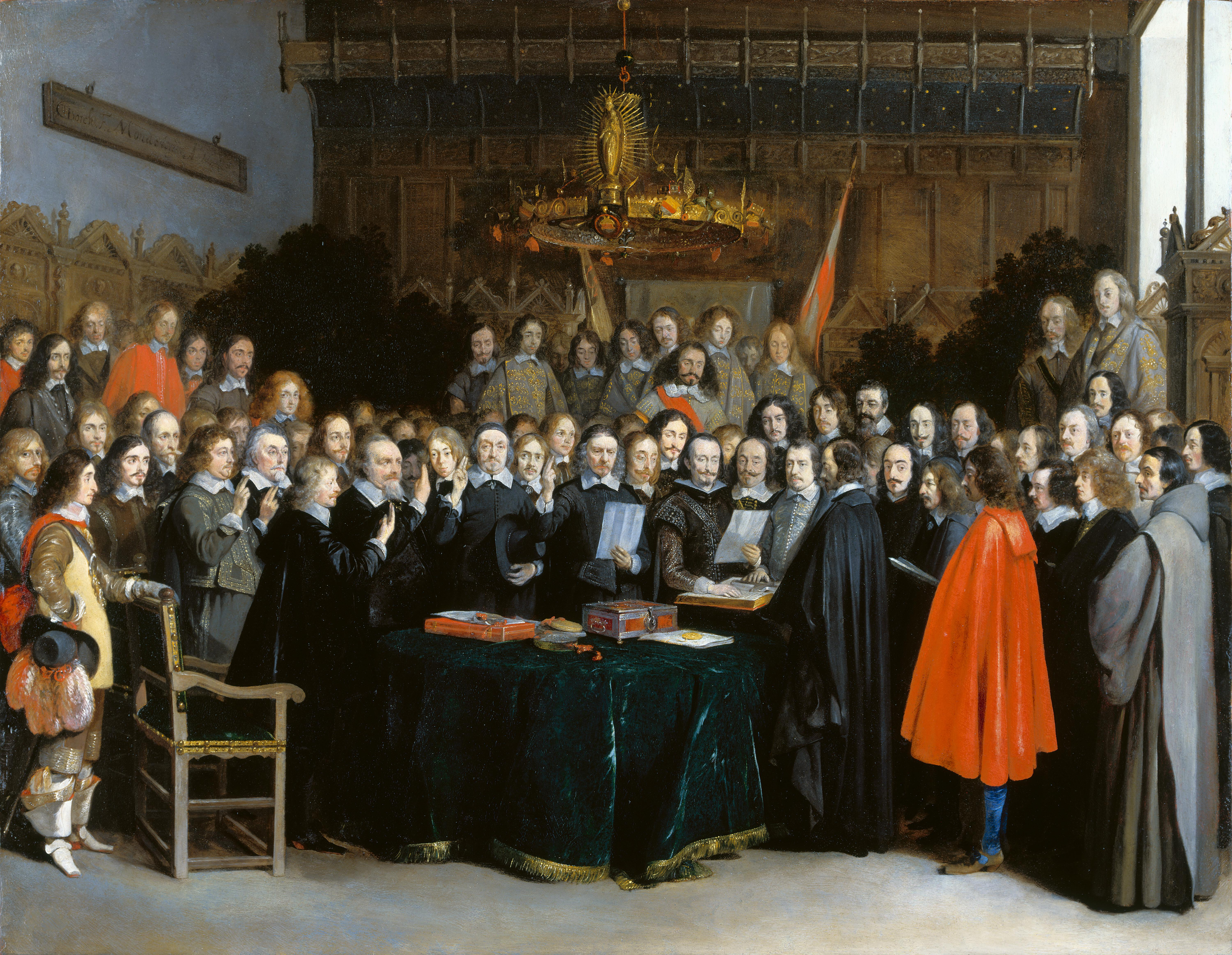
Fredsdelegaterna i Münster, målning av Gerard Terborch från 1648.

### Förhandlingarna
Efter fyra års fredsförhandlingar slöts till slut fred i oktober 1648 och efter trettio år var kriget äntligen slut. Redan under 1630-talet hade försök till medling och fredstrevare gjorts, men parterna försökte hela tiden finna tidpunkter som var mer lämpliga, det vill säga man skulle vinna mer genom freden än genom fortsatt krig.
År 1638 inleddes preliminärförhandlingar i Hamburg, vilka ibland benämns "kongressen i Hamburg". Diskussionerna gick ut på att fastställa villkoren för att inleda fredsförhandlingar. Det blev inget resultat av dessa diskussioner till följd av att Frankrike inte hade något intresse av en konferens eller av fred. Från kejserlig sida erkändes inte de tyska riksständerna som likvärdig förhandlingspart och reträtten från denna position skedde successivt och var slutlig först år 1645.
I december 1641 undertecknades ett avtal om att inleda egentliga förhandlingar om fred. Planen var att förhandlingar skulle inledas i mars 1642, men de första diplomaterna anlände till Osnabrück och Münster sommaren 1643 och de franska sändebuden kom först i mars 1644 till Münster, samtidigt som den svenske förhandlaren Johan Oxenstierna intågade i Osnabrück. Det kejserliga sändebudet Maximilian von Trauttmansdorff anlände sist av alla – i november 1645. I Münster förhandlade de katolska parterna Frankrike, Spanien, Bayern, representanter för kurfurstarna av Köln, Mainz och Trier, de katolska riksständerna samt förhandlare för det protestantiska Nederländerna med kejsarens representanter. I Osnabrück skedde förhandlingar mellan de protestantiska parterna Sverige, Brandenburg, Sachsen, Württemberg och Hessen samt protestantiska tyska riksständer och kejsarens representanter.
Frankrike och Sverige presenterade sina krav sommaren 1645 och därmed kunde förhandlingarna komma igång. Parterna var nu beredda på att sluta fred. Kejsar Ferdinand III insåg efter nederlaget i Jankov att fred var den enda möjligheten och Frankrike önskade fred för att kunna rikta hela sin kraft mot huvudfienden Spanien och kunde därmed nöja sig med mindre territoriella vinster i en fredsuppgörelse. Slutligen hade den protestantiska sidans framgångar år 1648 och plundringen av Lillsidan i Prag gjort att kejsaren övertygats om att det var dags för fred.
Förhandlingarna drog ut på tiden till följd av att delegaterna inte hade en maktposition som gjorde det möjligt för dem att gå utanför förhandlingsramarna. Därmed var de tvungna att skicka brev med postryttare eller kurir till hemlandets huvudstad. Till Stockholm tog det två veckor och till Madrid minst fyra veckor att få fram ett budskap.
Den Westfaliska freden kunde till slut undertecknas i Münster den 14 (24) oktober 1648 och bestod av två olika fördrag; det ena där Sverige och kejsaren var de centrala fördragsparterna och Frankrike och kejsaren i det andra.

### Följder
Religionsfrågan var en central del i fredsförhandlingarna. Enligt religionsfreden i Augsburg från år 1555 skulle undersåtarna följa sin furstes religion. Detta bekräftades genom Westfaliska freden, men den religiösa toleransen ökades något och undersåtar som inte bekände sig till furstens religion tvingades inte att konvertera. Sverige vann territoriellt Vorpommern med öarna Usedom och Rügen, samt områden i Hinterpommern och nådde huvudsakligen de mål Gustav II Adolf uppställt. Därigenom lades grunden för Sveriges dominerande ställning runt Östersjön. Dessutom nåddes inflytande i det tysk-romerska riket genom en plats i det Tyska rikets riksdag.
Det tysk-romerska riket demonterades i betydande grad, ständerna fick en i princip fullständig suveränitet och kejsarens makt minimerades genom fredsavtalet. Frankrike erhöll biskopsdömena Metz, Toul och Verdun samt de habsburgska besittningarna i Elsass. Termen sekularisering myntades under fredsförhandlingarna och områden som tidigare varit kyrkligt styrda övergick till världsliga. Religionen blev därmed individens ensak och inte något som genomsyrade hela kulturen och på sikt skulle det leda till religiös tolerans. Under den westfaliska eran kom den suveräna nationalstaten att dominera och denna ordning kom att vara förhärskande under tre sekler, fram till Romfördragen 1957.
Westfaliska freden innebar inte en total fred i Europa, utan konflikter fortsatte på olika håll fram till omkring år 1660. Delkonflikten av det trettioåriga kriget mellan Frankrike och Spanien fortsatte fram till 1659 och inom Frankrike utbröt ett uppror mot kardinal Mazarins regering, den så kallade fronden. På de brittiska öarna bröt år 1648 det andra inbördeskriget ut där kungens och parlamentets trupper stod mot varandra. Sedan det engelska parlamentet år 1651 förbjudit handelsfartyg från andra länder att föra in varor till engelska hamnar från andra länder än det egna utbröt krig mellan England och Nederländerna. I Sverige besteg Karl X Gustav tronen år 1654 och han skulle försvara de vunna områdena i Tyskland, men också hantera arvfienderna Danmark och Polen. För att försörja armén måste den hållas i det land där kriget fördes. Att bryta den westfaliska freden övervägdes aldrig, men med Polen rådde endast stillestånd och ett antal olösta tvister kvarstod. I juli 1655 inleddes därför krig med Polen och år 1657 förklarade Danmark krig. Fred skulle slutas först år 1660.

## Kriget och civilbefolkningen
I och med det med trettioåriga kriget skedde ett viktigt omslag i krigföring och härväsen. Nu var det inte längre de gamla skarorna av landsknektar som för olika landsherrars räkning sammansvetsades till ett krigsföretag, utan stående besoldade arméer som i det stora kriget varaktigt måste hållas samman. Förr hade man värvat på sex månader; om hösten avskedades så mycket folk som man kunde betala ut sold till. Nu måste man sörja för hären om vintern. Vinterkvarteren och deras besättning spelade också en stor roll vid slutet av en period i ett fälttåg. Från denna tid hörde det till fältherrens första och viktigaste uppgift att, så snart vintern nalkades, bemäktiga sig ett så stort och välmående landområde som möjligt som kunde tillgodose medel för att underhålla hären och fortsätta kriget. Också det människomaterial som de nya härarna bestod av hade förändrats helt, inte så mycket vad officerarna men vad manskapet beträffar. Nu fanns inte längre några "tyska knektar" som, stolta över sin kejserliga krigsrätt och en fläckfri vandel, vakade över att varje man kunde bruka vapen. För att anskaffa de massor som man nu behövde fick man ta in även outbildade soldater.
Delar av Tyskland drabbades hårt av kriget och det fanns områden där en ryttare kunde rida i timmar för att hitta en bebodd plats. Det är svårt att göra en uppskattning av hur stora befolkningsförlusterna och skadorna var och det har länge varit omdiskuterat bland historiker. Befolkningen drabbades av mord, mordbrand, ödeläggelse, våldtäkter och stölder där soldaterna drog fram. Utöver detta kom ökande skatter och andra pålagor för att försörja trupperna. Såväl i städer som på landsbygden förekom det att trupperna inkvarterades hos civilbefolkningen, ofta mot deras vilja. För att förhindra att fienden skulle försörja sig när den drog fram tillämpades brända jordens taktik. Samtidigt gällde det att inte ruinera landsbygden, då man själv kunde behöva försörjning i framtiden. Förutom våld och plundring följde epidemier. Det var enorma mängder människor som drog fram tillsammans med arméerna. Utöver soldaterna följde officerares hustrur och barn, köpmän, marketenterskor, prostituerade och flyktingar. Med en armé om 20 000 man kunde följa upp till 80 000 civila.
Uppskattningar av antalet krigsoffer har gjorts genom tiderna. Den tyske författaren och historikern Franz Mehring beräknade år 1894 att den tyska befolkningen minskade med tre fjärdedelar – från sjutton miljoner år 1618 till fyra miljoner trettio år senare, medan andra beräkningar pekade på befolkningsförluster om cirka fem procent. År 1940 gjorde historikern Günther Franz nya beräkningar genom att göra lokala studier. Han konstaterade då att vissa regioner klarat sig bra och befolkningen ökat i städer som Bremen, Emden och Lübeck. Däremot beräknades befolkningsförlusterna i mellersta Brandenburg till 25–30 procent och i de östra delarna till 50–60 procent. Den tysk-engelske historikern Sigfrid Heinrich Steinberg publicerade ett arbete år 1947, i vilket han gick emot bilden av krigets totala ödeläggelse. Han menade att hänsyn måste tas till att det skedde en stor befolkningsmässig omflyttning inom landet, det vill säga att de människor som försvann från en del inte behövde ha dött. De flesta forskare anser att Tysklands befolkning minskade från omkring sjutton miljoner till omkring tio miljoner under perioden 1618–1648 och befolkningsförlusten uppgick därmed till ungefär en tredjedel och de befolkningsmässiga följderna var alltså svårare än under andra världskriget. Edward Calamy, en engelsk predikant, sa år 1641(7 år före Westfaliska freden) "Tyskland... är ett nedblodat slagfält, fullt av dödskallar."
Några belysande exempel kan nämnas. I Greifswald var redan år 1629 inte mindre än 450 hus utan invånare, i Belzig i nedre Sachsen var endast fyra av 200 hus bebodda. Berlin hade år 1661 endast 300 borgare. Böhmen hade före kriget 150 000 bofasta undersåtar, 1631 hade siffran sjunkit till 85 000, 1637 till 53 000 och 1645 till endast 30 000. Kungarikets hela invånarantal har beräknats till 3 miljoner före kriget och 780 000 människor efter kriget.

## Propagandan
Den skriftliga propagandan fick sitt genombrott under trettioåriga kriget och spreds i olika former så som pamfletter, tidningar, flygblad och tryckta böcker. Syftet var att framhäva den egna sidan och svärta ned motståndaren. Ofta anklagades motståndaren för att sträva efter världsherravälde eller anstiftare av illdåd. För egen del hävdades att Gud stod på ens sida. Pamfletternas omfattning varierade mellan fyra och trehundra sidor, med ett genomsnitt mellan tio och trettio sidor. Flygbladen innehöll vanligtvis en vers, som kompletterades med en bild. Därigenom kunde såväl läskunniga som analfabeter ta del av flygbladens budskap. Propagandan kunde också spridas genom att läskunniga läste högt för grupper av församlade människor. Propagandan beställdes och betalades av de i kriget engagerade furstarna och monarkerna och den byggde ofta på fördomar och humor; överdrifter och karikatyrer var viktiga beståndsdelar.
I Sverige användes propaganda för att förbereda befolkningen på inträdet i det pågående europeiska kriget genom att regeringen utfärdade öppna brev till befolkningen. Dessa lästes upp i kyrkorna under böndagarna och benämns böndagsplakat. Den huvudsakliga vägen att sprida propagandan var genom posten och längs postrutterna..

## Kriget i kulturen
- Bertolt Brechts drama Mor Courage och hennes barn utspelar sig under trettioåriga kriget.
- Sägner uppförs i folkliga skådespel med historiska motiv på flera håll i Tyskland. Tre kända sådana skådespel är de som spelas i Rothenburg, Altdorf och Dinkelsbühl och som levandegör hur staden förskonas från plundring under kriget.[57]
- Frank Heller gav ut romanen Kriget som aldrig tog slut (1942), som handlar om Trettioåriga kriget.